# 電化を進めよ
『電化を進めよ』（でんかをすすめよ 、原題: Плюс электрификация）は、1972年にソビエト連邦で製作された短編アニメーション映画である。

## 解説
十月革命後、全産業を電化という基礎の上に立て直してこそ初めて社会主義が実現するであろうと宣言し（ゴエルロ計画）、全ソ電化委員会を設立したレーニンを称え、社会主義に約束された輝かしい未来を描いたアニメ。
中盤の同盟国の名前が登場するシーンではポーランドやチェコスロバキア、東ドイツ、ハンガリーといった東欧の国々が登場するが、独自外交をとっていたユーゴスラビアやルーマニアは扱いが小さく、中ソ対立下の中国は言及すらされていないなど、当時のソ連が東側諸国とどう接していたかが分かる。またなぜか北朝鮮への言及もない。
政治宣伝を重視する一方、フルカラーのアニメとフォトモンタージュ、モノクロの実写映像を併用し、村の電化を讃える歌とラストの朗読以外は一切のセリフが排除された、芸術性を重視した作品である。

## あらすじ

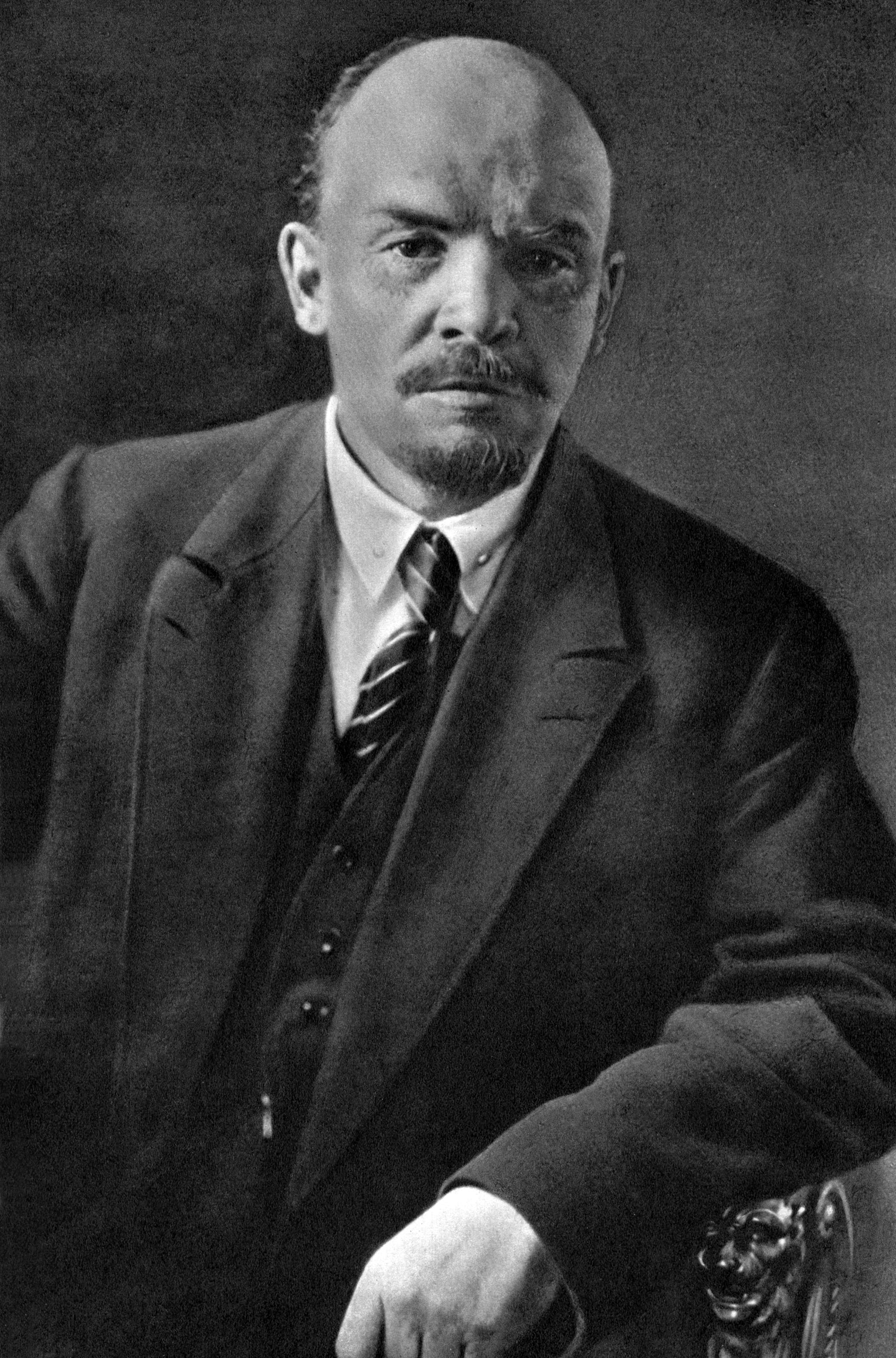
「共産主義とは、ソビエト権力プラス全土の電化である。」

全ソ電化委員会による電化事業により、小さな村にも電気が行き渡り、暗闇が一掃される。軽工業の電化により重工業が発展し、ソ連の電力供与により、同盟国でも電化が、そして工業の発展が進む。
来るべき未来では、電気の力で山を切り開き、農場や都市が造られるだろう。また、天候や環境をも、管制センターのコンソールからの操作で、電力を用いて自在に操る事ができるようになるだろう。この様な素晴らしい世界は全て電化によるものである。
最後に、赤旗を掲げて走る超特急を背景に、レーニンの言葉を紹介してこの映画は幕を閉じる。
“共産主義とは、ソビエト権力プラス全土の電化である。” - V.I.レーニン

## スタッフ
監督
イワン・アクセンチュク
音楽
ユーリ・サウリスキー
美術監督
ボリス・アクリニチェフ
アニメーター
ニコライ・フョードロフ
オレグ・サハロノフ
M・ピェールシン
イオーシフ・カラヤン
ムスラチノフ・カラヤーチ